# Georg von Kleist
Georg Friedrich von Kleist (* 25. September 1852 in Rheinfeld; † 29. Juli 1923 in Wusseken) war ein preußischer General der Kavallerie und Politiker.

## Leben

### Herkunft
Georg von Kleist entstammte dem alten pommerschen Adelsgeschlecht von Kleist. Er war der Sohn des preußischen Generalmajors Fedor von Kleist und dessen Ehefrau Rosamunde, geborene von Kleist.

### Militärkarriere
Kleist trat ursprünglich in das 6. Brandenburgische Infanterie-Regiment Nr. 52 der Preußischen Armee ein, in dem er 1869 zum Sekondeleutnant avancierte. Nach einer Verwundung in der Schlacht bei Gravelotte im Deutsch-Französischen Krieg wechselte er zur Kavallerie über. Nach dem Besuch der Kriegsakademie wurde er 1877 Premierleutnant und dann 1878 zum Generalstab kommandiert. 1883 zum Rittmeister befördert, kam er 1887 als Major zum Generalstab der 3. Division und war 1892/95 Kommandeur des Ulanen-Regiments „Kaiser Alexander II. von Rußland“ (1. Brandenburgisches) Nr. 3 in Fürstenwalde. Als Oberstleutnant wurde er am 27. Januar 1895 Abteilungschef im Nebenetat des Großen Generalstabes, 1896 Oberst und 1897 Chef der Abteilung für Kriegsgeschichte. Im Jahr 1899 wurde Kleist Generalmajor und 1901 Inspekteur der 1. Kavallerie-Inspektion. 1902 erfolgte seine Beförderung zum Generalleutnant und ein Jahr darauf seine Ernennung zum Kommandeur der 38. Division in Erfurt. Am 27. Januar 1907 stieg Kleist mit der Beförderung zum General der Kavallerie zum Generalinspekteur der Kavallerie auf. In Würdigung seiner Verdienste verlieh ihm Wilhelm II. das Großkreuz des Roten Adlerordens mit Eichenlaub und Krone und stellte ihn am 15. Mai 1909 à la suite des Ulanen-Regiments „Kaiser Alexander II. von Rußland“ (1. Brandenburgisches) Nr. 3. Am 6. April 1912 wurde Kleist in Genehmigung seines Abschiedsgesuches mit der gesetzlichen Pension und unter Belassung à la suite des Ulanen-Regiments „Kaiser Alexander II. von Rußland“ (1. Brandenburgisches) Nr. 3 zur Disposition gestellt.
Zu Beginn des Ersten Weltkriegs wurde er am 25. August 1914 zum Kommandierenden General des XXIII. Reserve-Korps ernannt. Mit diesem wurde Kleist am Nordabschnitt der 4. Armee des Herzogs Albrecht von Württemberg in der Schlacht um Ypern eingesetzt. Am 19. Dezember 1914 musste er sein Kommando wegen eines Herzleidens niederlegen.

### Politisches Engagement
Von 1910 bis 1918 war er auf Präsentation des Verbandes des Pommerschen Geschlechts von Kleist Mitglied des Preußischen Herrenhauses. Er war 1913 Gründungsmitglied und von Herbst 1918 bis 1919 Vorsitzender des „Preußenbundes“, der sich für den Erhalt bzw. die Wiederherstellung der Monarchie einsetzte.

### Güterbesitz
Er war Fideikommissherr auf Gut Wusseken und Gutsherr auf Löschinghof.

### Familie
Kleist war mit Hanna Barbara von Nathusius verheiratet. Aus der Ehe gingen mehrere Kinder hervor, darunter:
- Robert Heinrich Feodor (* 1882), preußischer Offizier
- Heinrich Fedor Bogislaw (* 1884), preußischer Offizier
- Georg Viktor Ernst Ewald (* 1887), preußischer Offizier
- Ewald Wilhelm Alexander (* 1895)
- Barnim Hans Heinrich Eberhard Robert (* 1897)

## Schriften
- Das Leben des Generalfeldmarschalls Grafen Kleist von Nollendorf. Schindler. Berlin 1887. (PDF; 3,3 MB)
- Die Offizier-Patrouille im Rahmen der strategischen Aufgabe der Kavallerie. 2. Auflage, 1891.
- Manöverinstruktion für den Kavalleristen. Berlin 1895.
- Übersicht über die Teilnahme der Familie von Kleist am (1.) Weltkriege. Wusseken, 1920. (PDF-Datei; 956 kB)

Er war Mitautor des Handbuchs für Heer und Flotte, Enzyklopädie der Kriegswissenschaften und verwandter Gebiete, Berlin, Leipzig, Wien, Stuttgart 1913.